# RuPaul's Drag Race All Stars
RuPaul's Drag Race All Stars is een Amerikaanse reality competitie spin-off en 'All Star'-versie van de originele serie RuPaul's Drag Race, geproduceerd door World of Wonder voor Logo TV en later VH1. De show ging in première op 22 oktober 2012 op Logo TV.
In het programma keren drag queens uit de originele serie, die nu de meest succesvolle carrières hebben, terug voor een tweede poging op de winst. Net zoals in de originele serie heeft RuPaul de rol van host, mentor en hoofd van de jury. De rest van de jury bestaat uit Michelle Visage, Carson Kressley en Ross Mathews.
De winnaar van RuPaul's Drag Race All Stars wint $100.000, een voorraad van Anastasia Beverly Hills cosmetica voor een jaar en een plek in de 'Drag Race Hall of Fame'. De huidige queens die ingewijd zijn in de Drag Race Hall of Fame zijn Chad Michaels, Alaska Thunderfuck, Trixie Mattel, Monét X Change, Trinity the Tuck, Shea Couleé en Kylie Sonique Love.
Vergelijkbaar met All Stars is RuPaul's Drag Race: UK vs The World, waar voormalige deelnemers uit verschillende internationale 'drag races' met elkaar de strijd aangaan.

## Format
Voor een groot gedeelte lijkt het format op die van de originele serie RuPaul's Drag Race met elke aflevering een mini-uitdaging waarin de winnaar een voordeel krijgt in de hoofduitdaging, de hoofduitdaging, die bepaalt wie die week de beste is en wie verkiesbaar wordt gesteld voor eliminatie, en een playbackronde waarin beslist wordt wie er geëlimineerd wordt. Het format van eliminatie is echter veranderd in RuPaul's Drag Race All Stars. Hieronder staat per seizoen een overzicht van verschillen met het originele format.

### Variatie
De grootste verschillen met de originele serie zijn de volgende:
- Seizoen 1: In het eerste seizoen streden de deelnemers in teams van twee. Beide leden van het verliezende team werden elke week geëlimineerd. De twee deelnemers die in de aflevering het laagste werden beoordeeld moesten in hun teams kiezen wie er van de twee mee zou doen aan de playbackronde. De deelnemer die niet mee deed had in de eerste minuut de optie om in te springen en de teamgenoot te vervangen.
- Seizoen 2-4: Het tweede seizoen introduceerde een nieuwe manier van eliminatie. De twee deelnemers die het beste werden beoordeeld in de aflevering deden mee aan de playbackronde. Als de winnaar daarvan verdiende een bonus van $10.000 en diende een van de laagste deelnemers van die week te elimineren in plaats van de jury.
- Seizoen 5-6: In plaats van de twee hoogst beoordeelde deelnemers van de aflevering, doet alleen de winnaar van de hoofduitdaging mee aan de playbackronde. De winnaar van de week strijdt dan tegen een 'Lip Sync Assassin' ('playbackmoordenaar', een merkwaardige deelnemer van een vorig seizoen). Als de deelnemende All-Star de playback wint, verdient deze de macht om een van de laagst beoordeelde deelnemers van die aflevering te elimineren en een bonus van $10.000. Als de Lip Sync Assassin wint, wordt de geëlimineerde deelnemer bepaald door de stemmen van de rest van de deelnemers. De $10.000 loopt dan over naar verdere afleveringen totdat een All-Star de playbackronde wint.
- Seizoen 7: De deelnemers van dit seizoen waren acht winnaars van voorgaande seizoen van RuPaul's Drag Race en RuPaul's Drag Race All Stars. Dit seizoen werd niemand geëlimineerd. De twee beste All-stars van elke aflevering wonnen elk een Legendary Legend Star (legendarische legende ster). Elke ster was een punt waard en de deelnemers met de meeste sterren op het einde van het seizoen mochten door naar de finale playbackronde. Elke aflevering namen de twee beste All-stars van de week het tegen elkaar op in een 'Lip Sync for Your Legacy' (playback ronde voor je legende). De playback-winnaar verdiende $10.000 en kreeg de kans om een van de mede-deelnemers te 'blokkeren' voor de volgende aflevering. Deze deelnemer kon dan gewoon meedoen aan de volgende aflevering en zelfs winnen maar kon dan geen Legendary Legend Star verdienen. De vier All-stars met de meeste sterren streden in de finale in een playback-toernooi om de winnares, de 'Queen of al Queens' (koningin der koninginnen) te bepalen en de hoofdprijs van $200.000 te winnen. De vier All-stars met de minste sterren streden ook in een playback-toernooi om de titel van 'Queen of She Done Already Done Had Herses' (koningin van zij heeft het hare reeds gehad) en een geldprijs van $50.000.

### Jurering
| Jurylid         | Seizoen      | Seizoen      | Seizoen      | Seizoen      | Seizoen      | Seizoen      | Seizoen      | Seizoen      |
| Jurylid         | 1            | 2            | 3            | 4            | 5            | 6            | 7            | 8            |
| --------------- | ------------ | ------------ | ------------ | ------------ | ------------ | ------------ | ------------ | ------------ |
| RuPaul          | Vast jurylid | Vast jurylid | Vast jurylid | Vast jurylid | Vast jurylid | Vast jurylid | Vast jurylid | Vast jurylid |
| Michelle Visage | Vast jurylid | Vast jurylid | Vast jurylid | Vast jurylid | Vast jurylid | Vast jurylid | Vast jurylid | Vast jurylid |
| Santino Rice    | Vast jurylid |              |              |              |              |              |              |              |
| Carson Kressley |              | Vast jurylid | Vast jurylid | Vast jurylid | Vast jurylid | Vast jurylid | Vast jurylid | Vast jurylid |
| Todrick Hall    |              | Vast jurylid | Gast jurylid | Gast jurylid | Gast jurylid |              |              |              |
| Ross Mathews    | Gast jurylid | Gast jurylid | Vast jurylid | Vast jurylid | Vast jurylid | Vast jurylid | Vast jurylid | Vast jurylid |
| TS Madison      |              |              |              |              |              |              |              | Vast jurylid |

## Overzicht van de seizoenen
| Seizoen | Start seizoen    | Finale           | Winnaar(s)                      | Tweede                            | Winnaar's prijzen |
| ------- | ---------------- | ---------------- | ------------------------------- | --------------------------------- | --- |
| 1       | 22 oktober 2012  | 26 november 2012 | Chad Michaels                   | Raven                             | - $100.000 - Een begeerde plek in de Drag Race Hall of Fame - Een levering van MAC Cosmetics - Een vakantie van ALandCHUCK.travel                                  |
| 2       | 25 august 2016   | 27 oktober 2016  | Alaska                          | Detox Katya                       | - $100.000 - Een kroon en scepter van Fierce Drag Jewels - Een begeerde plek in de Drag Race Hall of Fame - Een jaarvoorraad van Anastasia Beverly Hills cosmetica |
| 3       | 25 januari 2018  | 15 maart 2018    | Trixie Mattel                   | Kennedy Davenport                 | - $100.000 - Een kroon en scepter van Fierce Drag Jewels - Een begeerde plek in de Drag Race Hall of Fame - Een jaarvoorraad van Anastasia Beverly Hills cosmetica |
| 4       | 14 december 2018 | 15 februari 2019 | Monét X Change Trinity the Tuck | n.v.t.                            | - $100.000 - Een kroon en scepter van Fierce Drag Jewels - Een begeerde plek in de Drag Race Hall of Fame - Een jaarvoorraad van Anastasia Beverly Hills cosmetica |
| 5       | 5 juni 2020      | 24 juli 2020     | Shea Couleé                     | Jujubee Miz Cracker               | - $100.000 - Een kroon en scepter van Fierce Drag Jewels - Een begeerde plek in de Drag Race Hall of Fame - Een jaarvoorraad van Anastasia Beverly Hills cosmetica |
| 6       | 24 juni 2021     | 2 september 2021 | Kylie Sonique Love              | Eureka! Ginger Minj Ra'Jah O'Hara | - $100.000 - Een kroon en scepter van Fierce Drag Jewels - Een begeerde plek in de Drag Race Hall of Fame - Een jaarvoorraad van Anastasia Beverly Hills cosmetica |
| 7       | 20 mei 2022      | 29 juli 2022     | Jinkx Monsoon                   | Monét X Change                    | - $200.000 - Een kroon en scepter van Fierce Drag Jewels - De titel Queen of All Queens - Een jaarvoorraad van Anastasia Beverly Hills cosmetica                   |
| 8       | 12 mei 2023      | 21 juli 2023     | Jimbo                           | Kandy Muse                        | - $200.000 - Een kroon en scepter van Fierce Drag Jewels - Een begeerde plek in de Drag Race Hall of Fame - Een jaarvoorraad van Anastasia Beverly Hills cosmetica |

## DVD releases
| Seizoen | Release datum   | Extra's                                                                   | Discs |
| ------- | --------------- | ------------------------------------------------------------------------- | ----- |
| 1       | 22 januari 2013 | - Bonus scènes - Afleveringen van Untucked - Ontmoet de Queens interviews | 2     |

In september 2019 werden seizoenen een en twee beschikbaar om te streamen op Hulu. Seizoenen 1 tot en met 3 werden beschikbaar om te streamen op CBS All Access op 30 juli 2020.